# Juan Bautista Sagárnaga
Juan Bautista Sagárnaga (La Paz, 14 de junio de 1766; La Paz, 29 de enero de 1810) fue uno de los principales partícipes de la revolución del 16 de julio en La Paz. Integró la junta revolucionaria, llamada Junta Tuitiva. En la posterior represión fue ahorcado en la ciudad de La Paz.

## Biografía
Juan Bautista Sagárnaga Durán nació en La Paz el 14 de junio de 1766 hijo de Manuel Sagárnaga, tesorero real, y María Carrasco Durán. Fue enviado casi niño a Chuquisaca, ciudad en la que se graduó de doctor en leyes en la Universidad Mayor Real y Pontificia San Francisco Xavier de Chuquisaca el 14 de enero de 1790. 
Regresó a La Paz y fue elegido como Regidor perpetuo en el Cabildo de la ciudad. Se desempeñaba como subteniente de la Compañía 7° del batallón de milicias de La Paz, habiendo obtenido sus despachos el 4 de abril de 1805.
En ese año se gestó en la ciudad un movimiento de carácter independentista que no llegó a estallar y que, por el grado en que se hallaban comprometidos importantes figuras de la sociedad paceña, fue mantenido en reserva por las autoridades.
Sagárnaga participó del movimiento liderado por Pedro Domingo Murillo como propagandista, escribiendo pasquines que, anónimos, aparecían luego en los muros de la ciudad.
El 11 de abril de 1807 se casó en primeras nupcias con Josefa Arce Pereira, con quien tuvo una hija llamada Gertrudis.
Tras la Revolución de Chuquisaca, el 16 de julio de 1809 se produjo el levantamiento en La Paz. 
Sagárnaga estaba entre sus promotores y se convirtió en uno de los principales ideólogos, organizadores y propagandista.
El 24 de julio recibió de la Junta Tuitiva de gobierno el rango de Sargento Mayor de Ejército y se dedicó a la organización y entrenamiento de su división.
Habiendo enviudado se casó el 2 de septiembre de 1809 con Isabel Calderón, de diecisiete años, hija del regidor Juan Calderón de la Barca y Manuela Loza.
El 24 de septiembre partió como Comandante de las fuerzas expedicionarias enviadas a Tiahuanaco, sin mayor suceso. 
Tras la dispersión de las tropas rebeldes el 25 de octubre en los Altos de Chacaltaya a manos del José Manuel de Goyeneche, Sagárnaga huyó al oeste, hacia las Yungas.
El 27 de octubre de 1809 los patriotas fueron derrotados el combate de Chicaloma y Sagárnaga fue capturado y trasladado a La Paz.
En la ciudad de La Paz prestó su declaración preventiva el 22 de diciembre y firmó su confesión el 6 de enero de 1810. El 29 de enero de 1810 fue ahorcado en el centro de la Plaza de Armas, el último de los que subió al cadalso. Descolgado su cadáver seis horas después, fue conducido al templo de San Juan de Dios y sepultado en su atrio juntamente con los restos mutilados de Murillo.
Tras su muerte, su esposa Isabel Calderón dio a luz a su hija, Juana Manuela. 
Las propiedades de Juan Bautista Sagárnaga fueron confiscadas dejando a la viuda Isabel con dos niños pequeños, fueron acogidos por la familia Calderón de la Barca. En 1811, Isabel Calderón reclamaba la devolución de los bienes confiscados de su esposo.